# Kesä-Tainio
Kesä-Tainio är en sjö i kommunen Lieksa i landskapet Norra Karelen i Finland. Den är 8,7 meter djup. Arean är 43 hektar och strandlinjen är 4,61 kilometer lång. Sjön  ingår i Vuoksens huvudavrinningsområde.   Den ligger omkring 87 kilometer norr om Joensuu och omkring 450 kilometer nordöst om Helsingfors. 